# Monika Chróścicka-Wnętrzak
Monika Chróścicka-Wnętrzak (ur. 1976 w Słupsku) – I Wicemiss Polonia 1995 i jedyna Miss Pomorza Środkowego.
Kariera konkursowa:
- 1995 – zdobyła tytuł I vice Miss Polonia[2]
- 1996 – finalistka konkursu Miss Universe, Las Vegas[2]
- 1997 – top 10 finalistek na Miss Bikini International, Brazylia[2]

Modelka, dziennikarka, manager i producentka. W 1999 prowadziła interaktywny program muzyczny „Granie na zawołanie” emitowany nocą w TVN. Obecnie zajmuje się special events, public relations oraz reklamą filmową. Mieszka w Warszawie.